# Card sharing
Le card sharing, écrit également cardsharing et connu sous le nom de partage de mots de contrôle, consiste à permettre à plusieurs utilisateurs d’accéder aux chaînes de télévision payantes à partir d’une seule carte d’abonnement mise en partage.
L'opération est rendue possible en partageant par voie électronique les clés de déchiffrement délivrées par ces cartes à puces, permettant à tous les destinataires un accès simultané aux flux chiffrés des bouquets de télévision.
En pratique, la carte à puce légitime de l'administrateur d'un réseau de cardsharing est branchée à un récepteur de télévision, ou à un ordinateur équipé d’un logiciel dédié au partage de « mots de contrôle » via Internet,. Une fois en possession de cette clé, le client peut déchiffrer le contenu chiffré comme s’il utilisait sa propre carte d’abonné.

## Fonctionnement
La sécurité d’un accès conditionnel par carte à puce est limitée par la sécurité du standard DVB dans lequel elle s’insère. La fonction standard d’une carte à puce légitime est de déchiffrer un ECM (Entitlement Control Message), qui fournit le mot de contrôle, qui lui-même autorise la visualisation du contenu brouillé.
Avec le card sharing, la carte à puce et ses fonctions de sécurité sont contournées ; le logiciel intercepte le mot de contrôle déchiffré et permet à l’utilisateur de le partager à travers un réseau Internet.
Plusieurs firmwares de ce type, dits protocoles[pas clair], permettent l’interception et la transmission des mots de contrôle toutes les 10 secondes. Le plus connu d’entre eux est le protocole cccam. L’identité de son développeur n’est pas connue. Les protocoles newcamd et gbox sont également très répandus.

## Utilisation licite (fonctionnalités multi-écrans)
Le cardsharing pourrait être considéré comme légitime au sein d’un même foyer en y apportant une fonctionnalité « multi-écrans ». Les fournisseurs de contenu permettent souvent de visualiser les chaînes avec une deuxième carte à puce, fournie à un coût supplémentaire. Un exemple est Sky Multiroom, au Royaume-Uni. Cependant, dans certains cas, le contrat entre l’abonné et le fournisseur interdit implicitement ou explicitement ce type de partage de card sharing. De nombreux tutoriels en ligne permettent ainsi d’apprendre à mettre en place un tel système à domicile.

## Utilisation illicite (piratage)
Le cardsharing est devenu une méthode de piratage très répandue. Une grande partie du développement des logiciels nécessaires a lieu en Europe, où les frontières nationales entre les pays permettent aux utilisateurs de capter les signaux de télévision par satellite de pays voisins sans pouvoir s’y abonner légalement en raison des restrictions contractuelles des diffuseurs.
Puisque la taille des clés d’accès est relativement courte (64 bits), la diffusion des clés à de nombreux clients est facilement possible par le biais de la connexion Internet d’un particulier. Cela a engendré la création de réseaux de card sharing, auxquels les utilisateurs peuvent accéder en partageant leurs cartes d’abonnement pour, en retour, recevoir les chaînes que d’autres utilisateurs ont déchiffrées. 
D’autres types de réseaux se sont créés avec des serveurs ayant une multiplicité de cartes connectées. L’accès à ces serveurs est alors limité à ceux qui paient un abonnement au propriétaire du serveur.
Un exemple de système de cardsharing, connu sous le nom de Internet Key Sharing (IKS) aux États-Unis, a été lancé par Charles Carillo, dans le Connecticut. Entre 2007 et 2010, Carillo a commercialisé de façon massive des décodeurs FTA configurés pour recevoir illégalement les programmes payants de Dish Network grâce à l’utilisation  de serveurs de card sharing.
Carillo commercialisait ces équipements via plusieurs entreprises « de façade » comme nfusion.ws, WorldWide Satellite, Tequiste Entreprises and Power Pay Services.
En 2010 son commerce a été fermé et Charles Carillo a été condamné par la Cour fédérale au paiement de 666 000 dollars de dommages à Dish Network.
Un autre modèle économique se développe aujourd'hui. Il repose sur la vente d'un décodeur configuré pour accéder gratuitement et de manière illimitée dans le temps aux chaînes TV piratées. Deux modèles en particulier dominent ce marché : les décodeurs CRISTOR ATLAS (HD100 notamment) et les décodeurs de la marque GEANT.

## Fiabilité technique
Le cardsharing est un moyen très simple et très efficace. C'est la raison pour laquelle il inquiète particulièrement les fournisseurs d’accès conditionnel, ainsi que leurs sociétés de télévisions payantes, tout comme le consortium DVB. Le card sharing utilise le système de brouillage du standard DVB, DVB-CSA, ce qui signifie que chaque fournisseur de contenus chiffrés DVB peut potentiellement être affecté par le card sharing.  En réponse à ce problème, plusieurs contre-mesures ont été déployées par les différentes parties dans le but d’empêcher ces pratiques de façon permanente.

### Sécurisation des décodeurs
Une technique mise en place par des fournisseurs comme Irdeto,  NDS, Nagravision , etc. est de mettre à jour le logiciel des décodeurs numériques fournis par le service de télévision à péage. Cette mise à jour des logiciels implémente une couche de déchiffrement supplémentaire à l’intérieur du récepteur. Plutôt que d’envoyer un mot de contrôle en clair de la carte à puce au microprocesseur du décodeur, qui peut être intercepté, l’ECM déchiffré sera en réalité un mot de contrôle chiffré, qui ne peut être déchiffré que par un décodeur légitime, incompatible avec le cardsharing. Une méthode plus simple utilisée par plusieurs fournisseurs est d’augmenter simplement la fréquence de changement des mots de contrôle. Avec des périodes telles que quelques secondes, le système de cardsharing est sur-sollicité, générant de courts mais fréquents écrans noirs et donc de la frustration pour les clients.  

### DVB-CSA 3
En 2007, le projet DVB a approuvé et démarré un nouveau système de chiffrement, dit CSA3, afin de protéger les contenus DVB. Ce nouveau système devrait tenter d’éradiquer la plupart des failles de l’actuel système DVB-CSA, en introduisant notamment un système à base de clé AES 128 bits. Ce système serait « hardware friendly and software unfriendly », indiquant que sa rétro-ingénierie, nécessaire à la création des applications de cardsharing, serait complexifiée,.

## Risques juridiques

### Condamnations
Un problème majeur pour les pirates de card sharing sur Internet est qu'en l'absence de moyens d'anonymisation, leur activité peut être tracée via leur adresse IP. 
Le site américain d’information sur la lutte contre le piratage de la télévision payante par satellite, satscams.com, énumère ainsi l’ensemble des jugements rendus et des actions judiciaires menées sur le territoire des États-Unis depuis 2009 . La justice américaine condamne fermement ces pirates ; des millions de dollars et de nombreux mois de prison ont été retenus à leur encontre. 
Les cas de condamnations pénales contre ces personnes se multiplient en Europe, et notamment en France , : 
- Octobre 2008 : 26 personnes sont interpellées en France par la brigade d’enquêtes sur les fraudes aux technologies de l’information (BEFTI) pour avoir piraté des chaines payantes françaises[16].

- Août 2009 : un homme de Liverpool a été poursuivi pour la revente de services de card sharing payants. C’était le premier cas de ce type au Royaume-Uni[17]. Deux autres raids ont eu lieu au Royaume-Uni début 2011, à l’initiative de l’opérateur anglais Virgin Media[18].

- Janvier 2011 : arrestation dans l’Est de la France d’un Thionvillois et d’un Serémangeois [19]. Le premier achetait des décodeurs à Hong-Kong et les revendait avec un abonnement de cardsharing de six mois à un an. Il orientait également la clientèle vers son « associé ». Ce Serémangeois avoue avoir vendu des abonnements à quelque 250 clients, soit un revenu mensuel de 2 500 euros. « Les peines encourues par les deux hommes sont de deux ans de prison et 30 000 € d’amende ». Leurs clients sont eux passibles de 7 500 € d’amende. Le préjudice s’élèverait à 1 million d’euros pour la chaîne Canal+.

- Novembre 2011 : l’administrateur du site « cccampremium », réputé comme étant « le plus gros site de cardsharing de France » [20] est arrêté par la gendarmerie, à Charleville-Mézières [21]. D'après le Procureur de la République, l’activité du pirate permettait à près de 2 000 personnes de regarder des chaînes payantes sans passer par les abonnements des diffuseurs officiels et aurait généré un manque à gagner de 2 500 000 euros au groupe.

- Avril 2012 : une vaste opération de la police de Palerme permet l’interpellation de nombreux utilisateurs de cardsharing à travers l’Italie ainsi que de celle de l’administrateur du service pirate. Deux chefs d’accusation sont retenus : fraude informatique et violation de droits d’auteurs[22].

- Juillet 2012 : la cour d'appel de Metz confirme le jugement des deux mosellans. Ils sont condamnés à huit mois d’emprisonnement avec sursis pour le commercial et six mois d’emprisonnement avec sursis pour le technicien. Ils doivent verser 500 000 euros de dommages et intérêts à Canal+[23].
- Automne 2012 : un lyonnais de 35 ans proposait un abonnement à divers bouquets de chaîne TV, dont Canal+, contre une somme annuelle de 80€. Une plainte a été lancée par Canal+ et 14 complices ont été interpellés[24],[25].
- Avril 2014 : sous de fausses identités, une famille drouaise aurait souscrit frauduleusement depuis 4 ans un total de 542 contrats d'abonnement sous 181 numéros de clients différents. Le préjudice a été estimé à 30 000 euros pour Canal+[26],[27].
- Décembre 2015 : une vaste opération de la police financière italienne permet l'interpellation de nombreux opérateurs de cardsharing. 9 personnes revendant des abonnements du service pirate ont été arrêtés. La police a également interpellé de nombreux utilisateurs de cardsharing à travers l'Italie[28],[29],[30],[31],[32].
- Juin 2016 : la gendarmerie de Loir-et-Cher a arrêté et saisi le matériel de trois pirates TV par satellite ainsi que plusieurs de leurs clients. Le préjudice de leur revente de décodeurs est estimé à 75 000 euros. Les pirates et leurs clients se retrouveront dans la justice[33],[34],[35],[36].
- Juin 2016 : Canalsat met en place une nouvelle mesure efficace pour lutter contre le piratage de ses offres TV par satellite. La quasi-totalité du parc des décodeurs ne fonctionnent plus et ne permettent plus d'accéder au bouquet Canalsat[37],[38],[39].
- Novembre 2016 : un abonné français à Canal+ a été condamné pour des faits remontant à 2010. Cette personne se serait fournie en matériel pour suivre les programmes des chaînes payants, sans abonnement. Le procureur n'a requis que du sursis[40],[41].
- Novembre 2016 : un revendeur de décodeurs Canal+ pirates a été condamné à 6 mois de prison avec sursis et à verser plus de 30.000 € au groupe de télévision[42].
- Juin 2017 : trois hommes ont été arrêtés au Portugal pour avoir mis en place un réseau de Card sharing et diffusion illégale de services de télévision[43],[44].
- Octobre 2018 : un réseau de piratage espagnol a été démantelé et trois pirates ont été arrêtés. ils revendaient des abonnements de TV par satellite aux prix de 25 € par mois, principalement à des étrangers notamment à des Anglais[45],[46]
- Mars 2019 : un homme de La Haye a été condamné à 6 mois de prison pour des faits datant de 2011 à 2017. Cet homme aurait opéré un réseau de cardsharing et revendu des abonnements pirates. Le préjudice est estimé à 755 000 euros pour Ziggo[47],[48].
- Mars 2019 : Les agents du siège de la police provinciale de Rzeszów, chargés de la lutte contre la cybercriminalité, ont dont arrêté un habitant de Mielec pour avoir mis en place un réseau de diffusion illégale de services de télévision[49].
- Novembre 2019 : arrestation d'un vendeur et réparateur en informatique et téléphonie de Charleville-Mézières. Cette personne commercialisait des abonnements IPTV pour accéder frauduleusement aux chaînes Canal+. La peine encourue par le vendeur est de 3 ans de prison[50],[51],[52],[53].

Des arrestations sont également rapportées sur le continent africain.

### Saisies de sites Internet

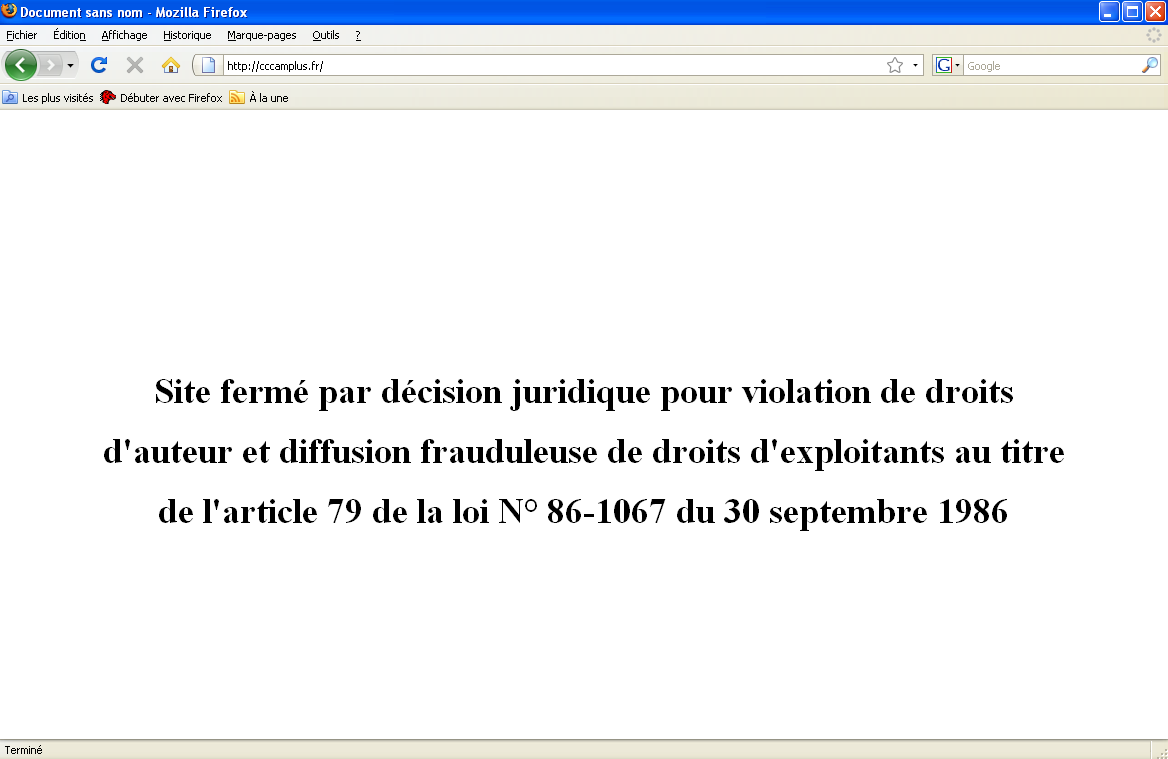
Fermeture du site cccamplus.fr

Le site américain d’information satscams.com, énumère également un nombre très important de sites web saisis aux États-Unis en raison des « infractions légales » qu’ils constituaient. Ceux-ci comptent les sites de vente en ligne d’abonnement de cardsharing (IKS). 
En France également, certains sites Internet de vente en ligne d’abonnements de card sharing semblent faire l’objet d’actions coercitives. Le site cccamplus.fr affiche par exemple un message explicite : « Site fermé par décision juridique pour violation de droits d'auteur et diffusion frauduleuse de droits d'exploitants au titre de l'article 79 de la loi no  86-1067 du 30 septembre 1986 ».

### Fondements légaux
En France comme dans d’autres pays, le cardsharing est considéré comme un délit pénal.
Dans le Code des États-Unis, ce délit est nommé « Signal theft ». Il est sanctionné par plusieurs articles du Code des États-Unis: 
- le « Communication Act » de 1934, 47 U.S.C, § 605(a) et (e)(4) ;
- l’« Electronic Communication Privacy Act », 18 U.S.C §2511(a) ;
- le « Digital Millennium Copyright Act (DMCA) », 17. U.S.C. §1201(a)(2) et (b)(1).

Il s’agit en France du « délit de captation illicite » établi et sanctionné par les articles 79-1 et suivants de la loi N° 86-1067 du 30 septembre 1986 relative à la liberté de communication (Loi Léotard). Celle-ci sanctionne les organisateurs des réseaux de cardsharing, ceux qui en font publicité et ceux qui les utilisent :
- Article 79-1 : « Sont punies de deux ans d'emprisonnement et de 30 000 euros d'amende la fabrication, l'importation en vue de la vente ou de la location, l'offre à la vente, la détention en vue de la vente, la vente ou l'installation d'un équipement, matériel, dispositif ou instrument conçu, en tout ou partie, pour capter frauduleusement des programmes télédiffusés, lorsque ces programmes sont réservés à un public déterminé qui y accède moyennant une rémunération versée à l'exploitant du service. »

- Article 79-2 : « Est puni d'un an d'emprisonnement et de 15 000 euros d'amende le fait de commander, de concevoir, d'organiser ou de diffuser une publicité faisant, directement ou indirectement, la promotion d'un équipement, matériel, dispositif ou instrument mentionné à l'article 79-1. »

- Article 79-3 : « Est punie de 7 500 euros d'amende l'acquisition ou la détention, en vue de son utilisation, d'un équipement, matériel, dispositif ou instrument mentionné à l'article 79-1 ».